# Dmuhailivka, Mahdalînivka
Dmuhailivka (în ucraineană Дмухайлівка) este o comună în raionul Mahdalînivka, regiunea Dnipropetrovsk, Ucraina, formată numai din satul de reședință.

## Demografie
Componența lingvistică a satului Dmuhailivka
     Ucraineană (95,68%)
     Rusă (3,15%)
     Alte limbi (0,44%)
Conform recensământului din 2001, majoritatea populației satului Dmuhailivka era vorbitoare de ucraineană (95,68%), existând în minoritate și vorbitori de rusă (3,15%).